# Paroisse de Stanley
Pour les articles homonymes, voir Stanley.
Ne doit pas être confondu avec Stanley (Nouveau-Brunswick).
La paroisse de Stanley est à la fois une paroisse civile et un ancien district de services locaux (DSL) canadien du comté d'York, à l'ouest de la province canadienne du Nouveau-Brunswick. Dans le cadre de la réforme de la gouvernance locale du 1er janvier 2023, le territoire du DSL a été réparti entre la communauté rurale de Nashwaak et le district rural de la Région-de-la-capitale.

## Toponymie

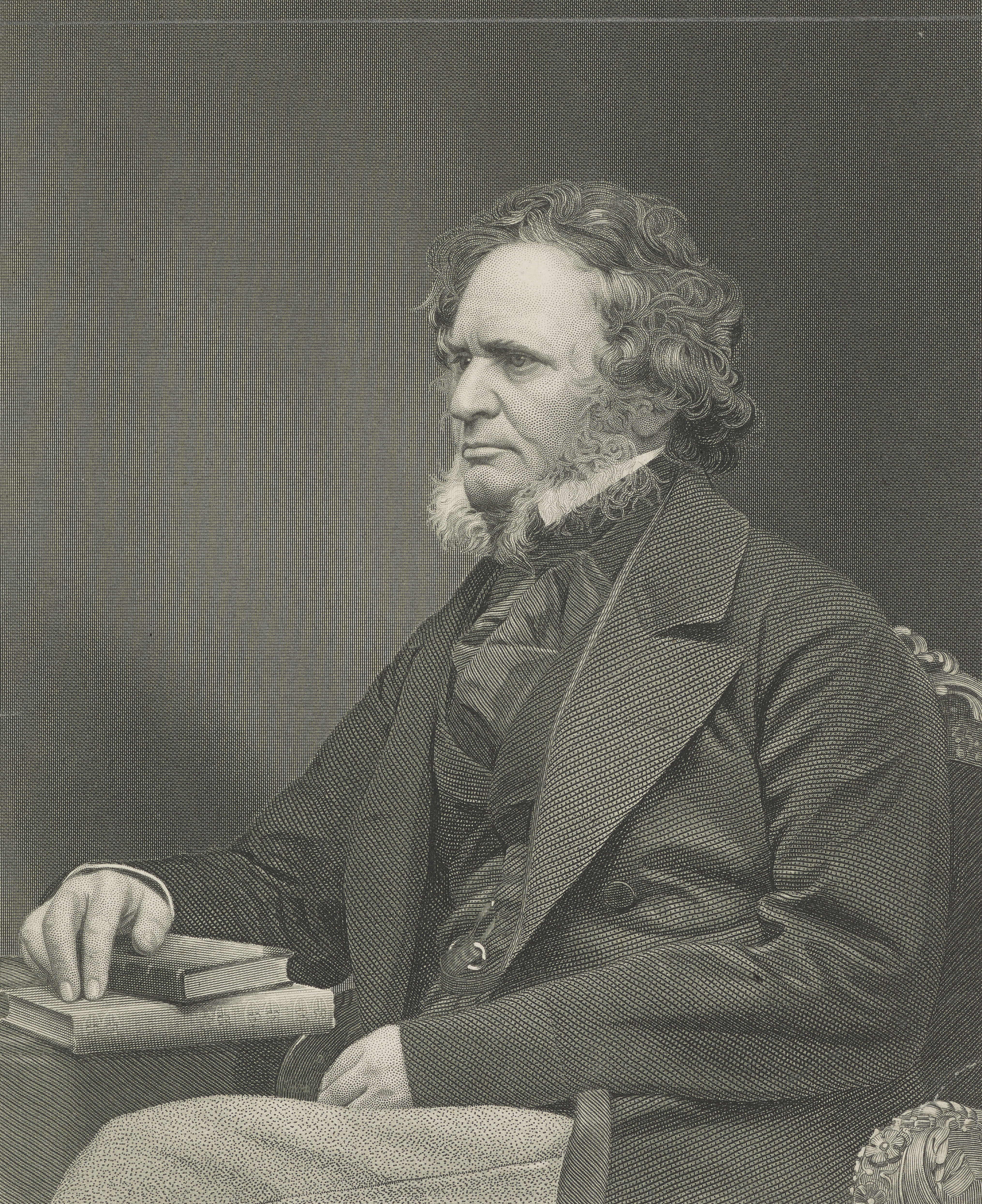
Edward Geoffrey Smith Stanley.

La paroisse est nommée ainsi en l'honneur de Edward Geoffrey Smith Stanley, 14e comte de Derby (1799-1869), qui a participé à l'établissement de la New Brunswick and Nova Scotia Land Company en 1833.
La paroisse comprend les hameaux de Boyds Corner, Centreville, Cross Creek, Currieburg, English Settlement, Giants Glen, Green Hill, Limekiln, Maple Grove, Mavis Mills, Red Rock, Sutherland Siding, Tay Falls, Tay Valley, Ward Settlement, Williamsburg, Upper Williamsburg et Woodlands. Rideout et Upper Cross Creek sont des points ferroviaires. McLaggan, Phoenix, Scotch Settlement, Tipperary et Tinkertown ont disparu.
Cross Creek s'appelait à l'origine Williamsburg Corner. Il se peut que Currieburg soit nommé en l'honneur de William et John Currie, les premiers résidents, ou en l'honneur du premier maître des postes en 1905, Asa L. Currie. Le nom d'English Settlement commémore l'arrivée des premiers colons originaires du Northumberland, en Angleterre. Il s'appelait à l'origine Limekiln, nom aujourd'hui porté par un autre hameau de la paroisse. Il a aussi porté le nom de Berwick mais ce dernier a été refusé car il y avait déjà un hameau du même nom dans la paroisse de Studholm. Le nom de Giants Glen est une plaisanterie sur le fait que les premiers résidents avaient une petite taille. Le hameau était également connu sous le nom The Glen. Limekiln tire son nom de la présence de fours à chaux dans le fond des lots d'English Settlement. Maple Grove a porté le nom de Jewitts Brook jusqu'en 1914. Mavis Mills est nommé ainsi en l'honneur de Mavis Mobbs, la fille d'un entrepreneur forestier des environs durant les années 1920. Le nom de Red Rock fait référence à une berge rouge de la rivière Nashwaak. Tay Falls et Tay Valley sont nommés ainsi d'après leur situation sur la rivière Tay, elle-même nommée d'après la plus grande rivière d'Écosse. Tay Falls s'appelait à l'origine Scotch Glen. Ward Settlement est quant à lui nommé en l'honneur de Robert Ward, arrivé vers 1840 d'Angleterre. Les noms de Williamsburg et d'Upper Williamsburg rendent plutôt hommage à James William, établi en 1861 mais qui déménagea plus tard à Keswick. À noter qu'une autre famille Williams s'est établie en 1862.
L'origine des noms de Boyds Corner, de Centreville, de Green Hill et de Sutherland Siding n'est pas connue.

## Géographie

### Villages et hameaux
Le village de Stanley constitue le centre de la paroisse.
Woodlands se trouve à 11,7 km au sud de Stanley et à 2,3 km à l'est de Tay Mills. Il est accessible par le chemin Upper Woodlans via la route 620. Red Rock est situé à 5,3 km au sud-est de Stanley, le long du chemin Red Rock Branch. McLaggan et Tinkertown était situé tout près. Tay Falls se trouve à 6,1 km au sud de Stanley, au bord de la rivière Tay. Il est accessible par le chemin Tay Valley via le chemin English Settlement. English Settlement est lui-même situé à 3,7 km au sud du village. L'établissement de Berwick était situé à cet endroit. Tay Falls est bâti à 6,1 km au sud de Stanley, au bord de la rivière Tay. Il est accessible par le chemin Tay Falls via la route 620. Tipperary était situé tout près. Sur la route 620 s'élève Limekiln, à 2 km au sud-ouest de Stanley. Boyds Corner se trouve 4 km plus loin à l'est, à un virage à angle droit de la route. Curriburg est situé sur la rive droite (sud) de la rivière Nashwaak, à 6,4 km à l'ouest du village. Il est accessible par le chemin Currieburg via Boyds Corner.
Giants Glen se trouve sur la rive gauche, à 4,3 km au nord-ouest de Stanley. Il est accessible par le chemin Giants Glen. Cross Creek s'étend sur la route 107 et ensuite 625, directement au nord-est de Stanley. Williamsburg s'élève à 6 km au nord du village, le long de la route 107. Plus loin sur la même route se trouve Upper Williamsburg. Centreville se trouve à 7,8 km au nord de Stanley, au bout du chemin Centreville. Il est accessible via la route 625. Green Hill est centré sur l'intersection de la route 625 et du chemin Maple Grove. Maple Grove lui-même est bâti 3,1 km au nord-ouest, sur le même chemin. Mavis Mills se trouve à l'intersection de la route 625 avec le chemin de fer, à 6,1 km au nord de Green Hill.
Ward Settlement se trouve à 3,2 km au nord-est de Stanley, sur le chemin Ward Settlement. Sutherland Siding est quant à lui situé à 3,8 km à l'est du village, à l'intersection entre la route 107 et le chemin de fer.
South Portage est situé sur la route 8, à l'est de Stanley. Il est en partie situé dans la paroisse Saint Marys.
Phoenix était situé à 10 km à l'est de Napadogan.

## Histoire
Currieburg est fondé durant les années 1800 par John et William Currie. Military Settlement est un établissement temporaire fondé après 1817 le long du portage de Miramichi. Tay Settlement, désormais une partie de Tay Falls, est fondé en 1819 ou peu après par des immigrants irlandais. Campbelltown est fondé vers 1820 par des Néo-brunswickois. Le reste du territoire est colonisé après 1835.
En 1825, la paroisse est touchée par les Grands feux de la Miramichi, qui dévastent entre 10 000 km2 et 20 000 km2 dans le centre et le nord-est de la province et tuent en tout plus de 280 personnes,.
Stanley Road est le premier établissement fondé par la New Brunswick and Nova Scotia Land Company (NB&NSLC) à l'extérieur du village de Stanley. Scotch Settlement est fondé vers 1835 mais abandonné peu de temps après. English Settlement, désormais Lime Kiln, est fondé en 1836 par la NB&NSLC et colonisé par des Anglais du Comté de Northumberland. La compagnie fait venir des petits fermiers écossais de l'île de Skye à Stanley Road en 1837 ; ceux-ci ne supportent pas le climat et retournent en Écosse. La paroisse de Stanley est érigée en 1837, dissoute en 1838 et rétablie en 1846. Cross Creek est fondé vers 1838. Green Hill est fondé par la NB and NS Land Company et colonisé par des habitants de Cross Creek. Red Rock est fondé par la NB and NS Land Company et colonisé par des immigrants anglais du Northumberland. Ward Settlement est fondé vers 1840 par la NB&NSLC et peuplé par des immigrants anglais et irlandais. Tay Falls est fondé dans les mêmes circonstances en 1843. Woodlands est fondé vers 1849 et consiste apparemment en une expansion de Cardigan. Giants Glen est fondé vers 1850 par des Irlandais. Williamsburg est fondé par la NB&NSLC en 1870 et peuplé d'immigrants anglais du Yorkshire ayant résidé auparavant à Stanley. Gordon Vale est fondé par la NB and NS Land Company en 1875 ou avant et peuplé de néo-brunswickois. Centreville est fondé vers 1890. Alan Rayburn note qu'il est inoccupé en 1972 mais il est actuellement occupé au XXIe siècle. Maple Grove est aussi fondé par la NB and NS Land Company.
Le chemin de fer York et Carleton, d'une longueur de 8,7 km, est construit de 1900 à 1901 entre Stanley et Cross Creek, rejoignant le chemin de fer de l'est du Canada. Huit autres kilomètres sont ajoutés en 1909 en direction de Ryans Creek; le manque de fonds empêche de continuer les travaux jusqu'à Foreston. Le chemin de fer n'est pas rentable, est racheté plusieurs fois et est abandonné en 1986.
La municipalité du comté d'York est dissoute en 1966. La paroisse de Stanley devient un district de services locaux en 1967.

## Démographie
| 2001  | 2006  | 2011 | 2016 |
| ----- | ----- | ---- | ---- |
| 1 915 | 1 817 | 903  | 832  |

## Économie
Entreprise Central NB, membre du Réseau Entreprise, a la responsabilité du développement économique.

## Administration

### Comité consultatif
En tant que district de services locaux, la paroisse de Stanley est en théorie administré directement par le Ministère des Gouvernements locaux du Nouveau-Brunswick, secondé par un comité consultatif élu composé de cinq membres dont un président. Il n'y a actuellement aucun comité consultatif.

### Commission de services régionaux
La paroisse de Stanley fait partie de la Région 11, une commission de services régionaux (CSR) devant commencer officiellement ses activités le 1er janvier 2013. Contrairement aux municipalités, les DSL sont représentés au conseil par un nombre de représentants proportionnel à leur population et leur assiette fiscale. Ces représentants sont élus par les présidents des DSL mais sont nommés par le gouvernement s'il n'y a pas assez de présidents en fonction. Les services obligatoirement offerts par les CSR sont l'aménagement régional, l'aménagement local dans le cas des DSL, la gestion des déchets solides, la planification des mesures d'urgence ainsi que la collaboration en matière de services de police, la planification et le partage des coûts des infrastructures régionales de sport, de loisirs et de culture; d'autres services pourraient s'ajouter à cette liste.

### Représentation et tendances politiques
Nouveau-Brunswick : La paroisse de Stanley fait partie de la circonscription provinciale de York-Nord, qui est représentée à l'Assemblée législative du Nouveau-Brunswick par Kirk MacDonald, du Parti progressiste-conservateur. Il fut élu pour la première fois lors de l'élection générale de 1999 puis réélu à chaque fois depuis, la dernière fois en 2010.
 Canada : La paroisse de Stanley fait partie de la circonscription électorale fédérale de Tobique—Mactaquac, qui est représentée à la Chambre des communes du Canada par Michael Allen, du Parti conservateur. Il fut élu lors de la 39e élection générale, en 2006, et réélu en 2008.

## Infrastructures et services
Le DSL est inclus dans le territoire du sous-district 10 du district scolaire Francophone Sud. Les écoles francophones les plus proches sont à Fredericton alors que les établissements d'enseignement supérieurs les plus proches sont dans le Grand Moncton.
Clearwater possède un aérodrome privé, dont le code OACI est CDJ4. Il possède une piste en asphalte longue de 4 000 pieds. Le bureau de poste et le détachement de la Gendarmerie royale du Canada le plus proche est à Stanley.
Les anglophones bénéficient des quotidiens Telegraph-Journal, publié à Saint-Jean, et The Daily Gleaner, publié à Fredericton. Ils ont aussi accès au bi-hebdomadaire Bugle-Observer, publié à Woodstock. Les francophones ont accès par abonnement au quotidien L'Acadie nouvelle, publié à Caraquet, ainsi qu'à l'hebdomadaire L'Étoile, de Dieppe.